# کریستین کنان
کریستین کنان (انگلیسی: Cristian Canan؛ زادهٔ ۳ نوامبر ۱۹۹۵) بازیکن فوتبال اهل آرژانتین است.
وی همچنین در تیم ملی فوتبال زیر ۲۳ سال آرژانتین بازی کرده‌است.